# Hjärtvägstekel
Hjärtvägstekel (Priocnemis cordivalvata) är en stekelart som beskrevs av Haupt 1927. Hjärtvägstekel ingår i släktet sågbenvägsteklar, och familjen vägsteklar. Enligt den finländska rödlistan är arten nära hotad i Finland. Arten är reproducerande i Sverige. Artens livsmiljö är skogar.